# قائمة أبراج تركيا

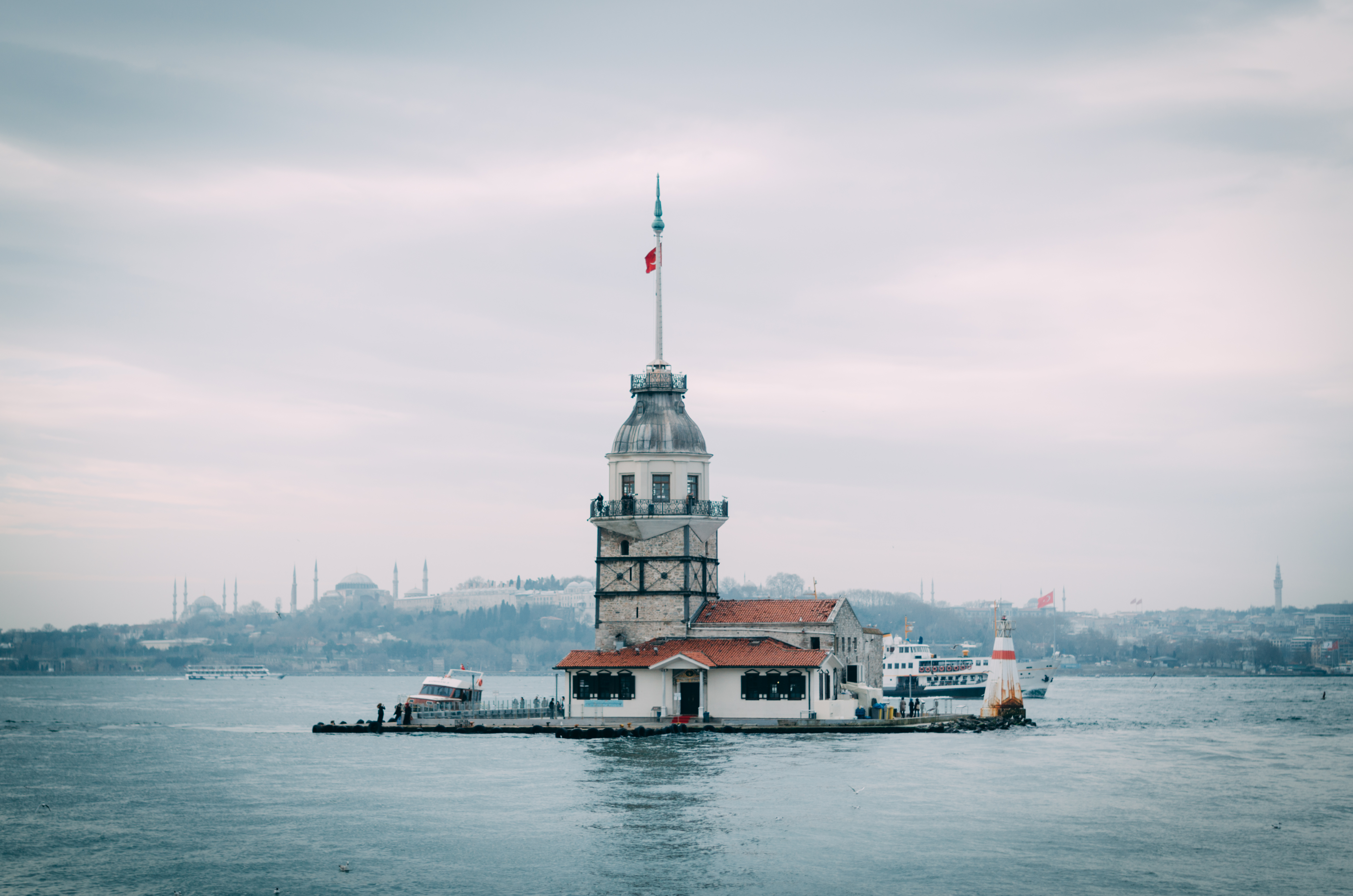
برج الفتاة

البرج هو بناء مرتفع عن مستوى المباني السكنية، ينشأ لأهداف جمالية أو دفاعية أو كبرج للاتصالات الهاتفية وغيرها.

## قائمة أبراج تركيا
تحتوي هذه القائمة على أسماء أبراج في تركيا.
- برج الفتاة
- برج غلطة
- برج السفير
- برج الساعة (إزميد)
- برج الساعة (إزمير)
- برج الساعة (طولمة باغجة)
- برج الساعة (مستشفى الأطفال)